# (3685) Derdenye
(3685) Derdenye es un asteroide perteneciente al cinturón de asteroides, descubierto el 1 de marzo de 1981 por Schelte John Bus desde el Observatorio de Siding Spring, Nueva Gales del Sur, Australia.

## Designación y nombre
Designado provisionalmente como 1981 EH14. Fue nombrado Derdenye en honor de los astrónomos nóveles estadounidenses Derald y Denise Nye.